# Marino Cattedra
Marino Cattedra (* 15. Februar 1965 in Bitritto) ist ein ehemaliger italienischer Judoka. Er war Europameisterschaftsdritter 1991 und Militärweltmeister 1994.

## Sportliche Karriere
Der 1,60 m große Marino Cattedra kämpfte bis 1992 meist im Ultraleichtgewicht, der Gewichtsklasse bis 60 Kilogramm, danach stieg er ins Halbleichtgewicht auf.
1985 war Cattedra Zweiter der Junioren-Europameisterschaften. 1986 belegte er den siebten Platz bei den Europameisterschaften und hinter Raffaelle Rennella den zweiten Platz bei den italienischen Meisterschaften. 1987 gewann Cattedra seinen ersten italienischen Meistertitel. Bei den Europameisterschaften in Paris unterlag er im Kampf um eine Bronzemedaille dem Deutschen Helmut Dietz. Bei den Weltmeisterschaften 1987 schied er nach seiner Viertelfinalniederlage gegen Chatib Khachak aus der Sowjetunion aus.  Einen Monat später erreichte er das Finale bei den Militärweltmeisterschaften und erhielt Silber hinter dem Südkoreaner Kim Hyo-san. 1988 belegte er bei den italienischen Meisterschaften den zweiten Platz hinter Ugo Fontana. Drei Wochen später gewann er bei den Militärweltmeisterschaften Bronze im Halbleichtgewicht. Bei den Olympischen Spielen 1988 in Seoul trat er wieder im Ultraleichtgewicht an, verlor aber in seinem ersten Kampf gegen den Ungarn József Csák.
Anfang 1989 siegte Cattedra im Finale des Tournoi de Paris über den Japaner Yuzi Ozawa. Bei den Europameisterschaften 1989 schied er frühzeitig nach Niederlagen gegen den Franzosen Philippe Pradayrol und den Ungarn József Wágner aus. Im Juli 1989 erkämpfte er eine Bronzemedaille bei den Militärweltmeisterschaften. Drei Monate später erreichte er bei den Weltmeisterschaften 1989 das Viertelfinale und unterlag dann dem Japaner Tadanori Koshino. 1990 gewann Cattedra das Weltcup-Turnier in Leonding. 1991 gewann er seinen dritten italienischen Meistertitel. Bei den Europameisterschaften in Prag unterlag er im Achtelfinale dem Franzosen Philippe Pradayrol. Mit zwei Siegen in der Hoffnungsrunde erreichte er den Kampf um Bronze, den er gegen Petr Šedivák aus der Tschechoslowakei gewann. Einen Monat später wurde er Dritter der Militärweltmeisterschaften. Diesen Erfolg konnte der Angehörige der Carabinieri 1992 wiederholen. Bei den Olympischen Spielen 1992 in Barcelona gewann er seine ersten zwei Kämpfe vorzeitig. Im Achtelfinale unterlag er dem für die Gemeinschaft Unabhängiger Staaten antretenden Aserbaidschaner Nazim Hüseynov nach 3:12 Minuten. Nach einem Sieg und einer Niederlage in der Hoffnungsrunde belegte er einen geteilten neunten Platz.
1993 gewann er seinen ersten italienischen Meistertitel im Halbleichtgewicht, der Gewichtsklasse bis 65 Kilogramm. Bei den Mittelmeerspielen 1993 erkämpfte er eine Bronzemedaille. 1994 gewann er seinen letzten italienischen Meistertitel und siegte in Bukarest bei den Militärweltmeisterschaften. Marino Cattedra, der aus der Kleinstadt Bitritto bei Bari stammt, setzte seine Karriere bis zu den Mittelmeerspielen 1997 in Bari fort. Dort gewann er zum Abschluss seiner sportlichen Laufbahn noch einmal eine Bronzemedaille.